# Font de la Creu
La Font de la Creu és una font historicista de Cabra del Camp (Alt Camp) inclosa a l'Inventari del Patrimoni Arquitectònic de Catalunya.

## Descripció
La fonst de la Creu forma part d'un petit conjunt urbà situat a la carretera comarcal del Pla de Sant Maria a Sarreal. Està formada per dos cossos diferenciats: a la part inferior, de pedra, es troben tres canelles en forma de cap d'animal, emmarcades per un escut motllurat en la pedra. El cos superior el forma un pany de paret rectangular damunt el qual hi ha un frontó decoratiu resseguit per una motllura i coronat per una creu de forja. En el rectangle figura el nom de la font i la data de 1878.

## Història
La datació de la font (1878) coincideix amb la de la font de la Salut i el safareig de Cabra del Camp, obres totes elles que corresponen a la xarxa col·lectiva de subministrament d'aigües de la Vila. actualitat, una part de les aigües d'aquesta font es destina al regadiu i una altra, canalitzada, arriba a l'abeurador de la plaça de la Creu.